# Marco Bucciantini
Marco Bucciantini (Campiglia Marittima, 18 marzo 1974) è un giornalista, scrittore, opinionista e telecronista italiano.

## Biografia
Da ragazzo ha praticato il calcio, giocando nel settore giovanile della squadra della propria città natale, Campiglia Marittima, in provincia di Livorno.
Iscritto all'albo dell'ordine dei giornalisti Toscana nella categoria giornalista professionista dal 28 settembre 2004, è stato caporedattore centrale, responsabile dei servizi sportivi e, dall'aprile 2017 (subentrato a Sergio Staino), direttore de l'Unità, giornale per il quale ha lavorato da quando aveva 26 anni.
In veste di opinionista ha partecipato a varie trasmissioni televisive in onda sulla Rai (Zona 11 pm) e su Sky Italia (Sky Calcio Show, Calciomercato - l'originale, Campo aperto) ed è tra le voci di Radio Sportiva. Per Sky Italia è stato tra i commentatori delle trasmissioni post-partita di Europa League e dal settembre 2021 è ospite fisso della trasmissione televisiva Sky Calcio Club, condotta da Fabio Caressa e in onda su Sky Sport. 
Dal 2021 è telecronista delle partite di tennis trasmesse su Eurosport: spesso Bucciantini esegue le telecronache insieme al collega Dario Puppo.

## Opere
- La partita di Cesare. Prandelli, il calcio a misura d'uomo (con Stefano Prizio), Limina, 2008.
- La storia della Juve in 50 ritratti (con Paolo Condò), Centauria, 2020.
- L'ultima scimmia. L'evoluzione del tennis dalle origini dell'uomo a Roger Federer (con Federico Ferrero), Hoepli, 2022.
- Torride tristezze: nove storie di ciclismo (con Cosimo Cito), Limina, 2010.